# Dicliptera aripoensis
Dicliptera aripoensis är en akantusväxtart som först beskrevs av Nathaniel Lord Britton, och fick sitt nu gällande namn av Emery Clarence Leonard. Dicliptera aripoensis ingår i släktet Dicliptera och familjen akantusväxter. Inga underarter finns listade i Catalogue of Life.